# Radimova lípa
Radimova lípa je památný strom na levém břehu Kralovického potoka v Mariánském Týnci u Kralovic. V zatáčce u Týneckého rybníka stojící lípa velkolistá (Tilia platyphyllos) je stará přibližně 330 let, měřený obvod kmene je 402 cm a výška 15 m (měření 2001).

## Základní údaje
- název: Radimova lípa
- výška: 16 m[1]
- obvod: 381 cm[1]
- věk: 330 let
- sanace: ano

## Stav stromu a údržba
Kmen s centrální dutinou je od země až do koruny otevřený, na několika místech jsou další otvory. Lípa je chráněna od roku 1978 pro svůj vzrůst, věk a jako připomínka historické události.

## Historie a pověsti
Pojmenovaná je po Jiřím Radimovi z Dřevce, vůdci selského povstání z roku 1680. Po porážce vzpoury museli nevolníci plaského kláštera vysázet oboustrannou alej lip od Kralovic až k Santiniho poutnímu kostelu Zvěstování Panny Marie. Když v roce 1785 císař Josef II. zrušil řadu klášterů včetně plaského, Kralovičtí alej vykáceli a dřevo vydražili (podle mnohých zdrojů se tak stalo až v roce 1848, kdy stromořadí přešlo do majetku obce Kralovic).

Současný strom byl zachráněn, protože na něm visel obrázek panny Marie a nikdo si na něj proto netroufl vztáhnout ruku. Roku 1910 řídící Bušek uložil obrázek do úschovy a strom opatřil tabulí s vysvětlením historie stromu: 
| „                                                | Zastav se, poutníče, před touto lípou, pamětníkem útisku a poroby tvých předků, poslední z těch, které sázeli za trest své vzpoury roku 1680 pod vůdcovstvím rychtáře Jiřího Radima z Dřevce vzbouření sedláci našeho kraje. | “ |
| — řídící Bušek, Okrašlovací spolek v Kralovicích | |   |

Dnes jsou obrázek i Buškova tabulka uloženy v muzeu v Kralovicích.

## Další zajímavosti
Lípě byl věnován prostor v pořadu Paměť stromů České televize, konkrétně v dílu č. 9: Stromy osobností. Také ji ve svém díle zachytil akademický malíř Jaroslav Turek.